# Taverna

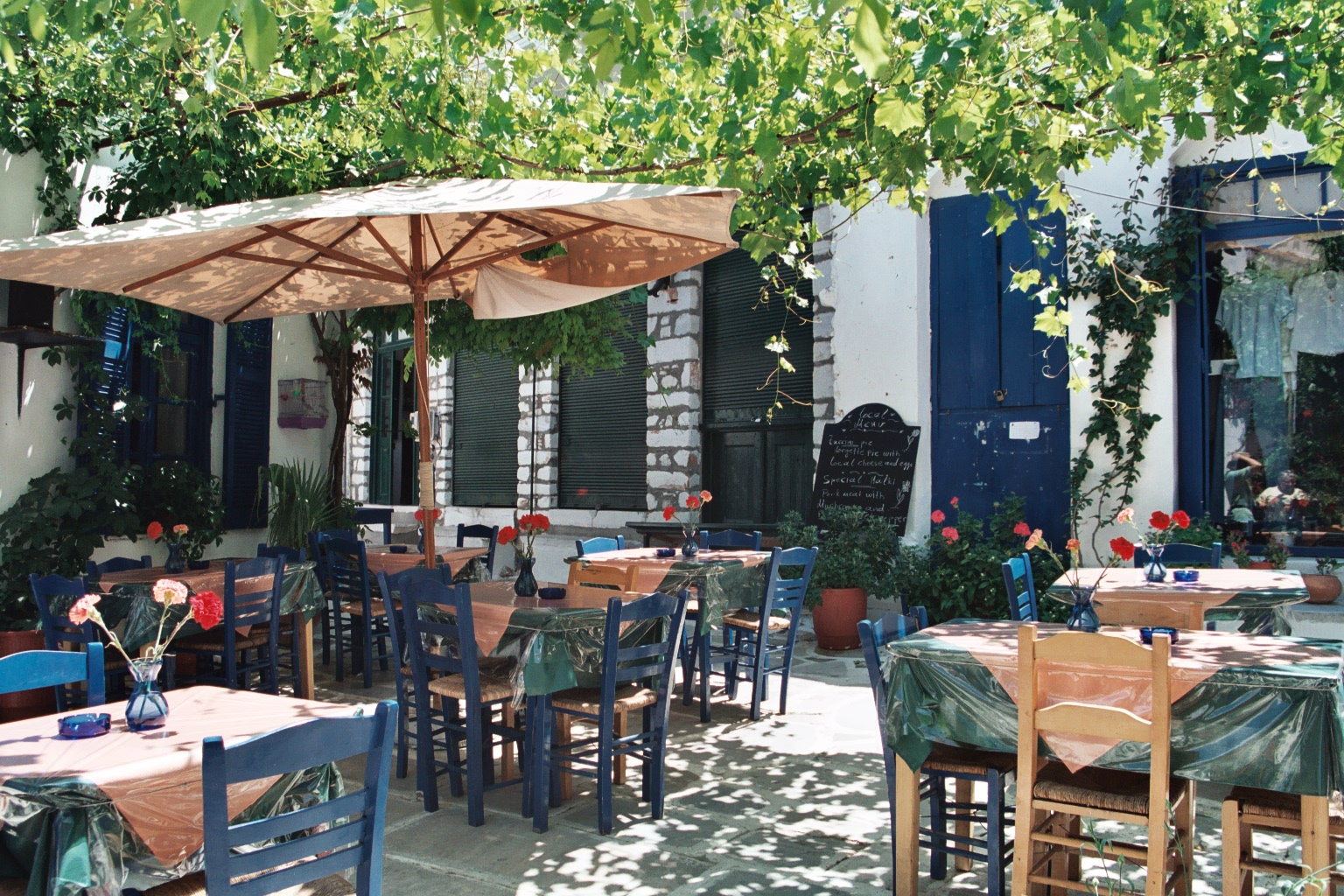
Taverna na řeckém ostrově Naxos

Taverna (řecky Ταβέρνα) je malá řecká restaurace, kde se podávají řecká jídla. Taverna je nedílnou součástí řecké kultury a je známá i lidem z jiných zemí, kteří navštěvují Řecko, a také díky tomu, že emigrující Řekové zakládají taverny (ταβέρνες, množné číslo) v zemích, jako jsou Spojené státy či Austrálie.

## Etymologie a historie
Taverna (řecky Ταβέρνα) je slovo přejaté z latinského výrazu taberna (viz římská taberna). Latinské slovo je odvozeno od tabula, což znamená „stůl“.
Nejstarší záznamy o řecké restauraci byly objeveny v athénské Agoře během vykopávek, které na počátku 70. let 20. století prováděla Americká škola klasických studií. V taverně bylo nalezeno velké množství nádobí na vaření a stolování, jako jsou talíře, mísy na míchání, pekáče s pokličkou, rožně na pečení masa, hmoždíře na sekání a mletí, ale také zvon na vaření a různé džbány. Bylo nalezeno také velké množství rybích kostí a zbytků měkkýšů, které prozrazují, že restaurace nabízela ústřice, mušle, murény a velké ryby. V nedaleké vinotéce, která byla pravděpodobně spojena s restaurací, se podávalo místní attické víno a také široká škála vín dovážených z Chiosu, Mende, Korintu, Samosu a Lesbosu.
Podniky podávající víno se vyskytovaly i v Byzantské říši, jak dokládá nařízení z 10. století, které stanovovalo zákaz vycházení, aby se zabránilo „násilí a výtržnostem“ vyvolaným alkoholem.

## Kuchyně
Typické menu moderní taverny často zahrnuje:
- chléb, obvykle bochník, někdy plochý chléb
- maso, jako je jehněčí, vepřové a hovězí
- saláty, například řecký salát
- předkrmy nebo hlavní jídla, jako jsou tzatziki (jogurtový, česnekový a okurkový dip), melitzanosalata (lilkový dip), tirokafteri (šlehaný sýr feta s feferonkami a olivovým olejem), spanakopita a dolmades nebo dolmadakia (rýžová směs s čerstvými bylinkami, jako je máta a petržel, někdy s piniovými oříšky a v některých regionech se přidává mleté maso – těsně zabalená do jemných vinných listů a podávaná s hustou a krémovou citronovou omáčkou)
- polévky, jako je avgolemono (vaječno-citronová polévka) a fasolada (fazolová polévka).
- těstoviny, např. spaghetti napolitano, pastitsio (zapečené vrstvy hustých těstovin a směsi mletého masa přelité hustou bešamelovou omáčkou).
- pokrmy z ryb a mořských plodů, jako jsou pečené čerstvé ryby, smažená slaná treska podávaná se skordalií (česnekovou omáčkou), smažené chobotnice a malé chobotničky.
- zapečené pokrmy (magirefta) včetně široké škály sezónních zeleninových jídel, jako je musaka (lilek nebo cuketa, mleté maso a bešamelová omáčka).
- grilované pokrmy, jako je suvlaki
- víno včetně retsiny, mavrodafni a dalších řeckých červených/bílých odrůd vína
- pivo
- pálenky, jako je ouzo, tsipouro a metaxa brandy
- ovoce
- dezerty, jako je baklava, galaktoboureko atd.

## Otevírací doba
Taverny obvykle otevírají v poledne, večeře začínají ve 20:00 a vrcholí kolem 22:00. S rozvojem cestovního ruchu v Řecku se mnoho taveren snaží vyhovět zahraničním návštěvníkům za pomocí anglických jídelních lístků, přičemž v mnoha tavernách jsou zaměstnáni turisté, kteří se snaží přilákat kolemjdoucí turisty. Stejně tak taverny v turistických oblastech platí provize průvodcům, kteří k nim posílají zákazníky.

## V literatuře a umění
Hlavní hrdinka divadelní hry a filmu Shirley Valentine, kterou napsal Willy Russell, odjíždí od manžela a rodiny do Liverpoolu na dovolenou, kde má poměr s číšníkem v taverně a nakonec v ní i začne pracovat.

## Fotogalerie

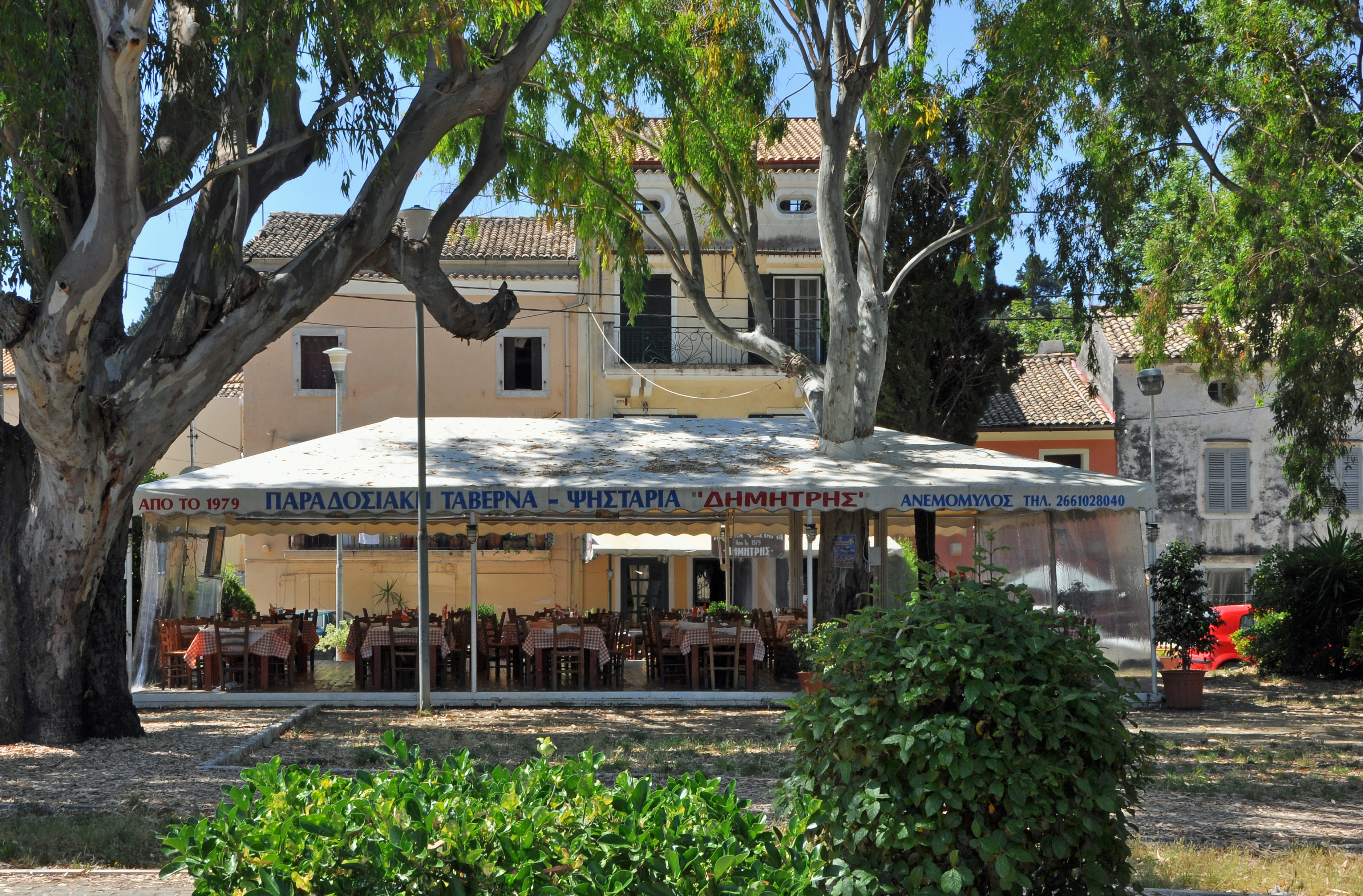
Taverna ve čtvrti Anemomilos ve městě Korfu.
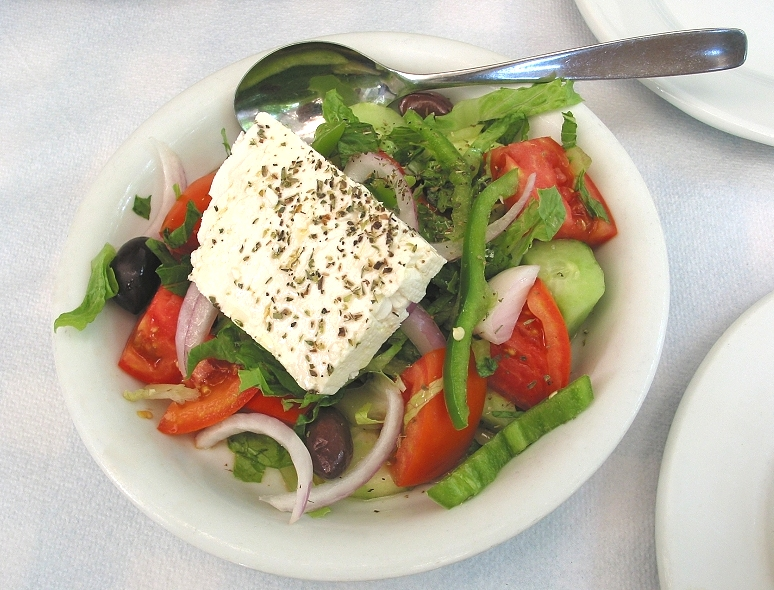
Choriatiki, řecký salát obvykle podávaný v tavernách.